# Koji Nakajima
Koji Nakajima (中島 浩司 Nakajima Koji?), född 20 augusti 1977 i Osaka prefektur, är en japansk före detta fotbollsspelare.
Nakajima började sin karriär 1996 i Brummel Sendai (Vegalta Sendai). 2003 flyttade han till JEF United Ichihara (JEF United Chiba). Med JEF United Chiba vann han japanska ligacupen 2005 och 2006. 2009 flyttade han till Sanfrecce Hiroshima. Med Sanfrecce Hiroshima vann han japanska ligan 2012 och 2013. Han avslutade karriären 2013.